# LZ-702 (Spanje)
De LZ-702 is een verkeersweg op het Spaanse eiland Lanzarote. De weg loopt vanaf de aansluiting met de LZ2 bij Uga naar de plaats Femés in het binnenland.
Na Femés gaat de weg verder als de LZ-703.